# Mabel Rehnfeldt
Mabel Rehnfeldt (pronunciado [ˈɾeːnˌfɛlt]; Villarrica, 17 de marzo de 1964) es una periodista de investigación, locutora de radio, presentadora de televisión y catedrática universitaria paraguaya, conocida por sus denuncias sobre corrupción y violaciones a los derechos humanos en Paraguay. Ha trabajado en ABC Color, liderando investigaciones sobre tráfico ilegal de tabaco y abusos de poder. En 2004, recibió el Premio a la Valentía en el Periodismo por la Fundación Internacional de Mujeres en los Medios de Comunicación y, al año siguiente, el Premio Maria Moors Cabot.

## Primeros años y educación
Nació el 17 de marzo de 1964 en Villarrica, Paraguay.  En 1987, obtuvo su licenciatura en ciencias de la comunicación en la Universidad Católica de Asunción. De ascendencia sueca, tataranieta del arquitecto sueco Carl Gustaf Rehnfeldt.
Rehnfeldt inició su trayectoria periodística en la década de 1980, desempeñándose como consultora de prensa en la misma universidad.

## Trayectoria profesional

### ABC Color
«En 1983 empecé a hacer periodismo escrito, pero recién en 1998, un buen día, llegué a la radio [...] La pandemia [de 2020] tocó a mi puerta y me cambió la vida. Me obligó a hacer algo que no me gusta [la televisión].
–Mabel Rehnfeldt en una entrevista.
Cuando el dictador Alfredo Stroessner fue derrocado en 1989, Rehnfeldt comenzó a trabajar en el periódico independiente ABC Color en la revista Dominical. Tras convertirse en reportera de investigación en 1991, en 1994 fue nombrada jefa de la unidad de investigación de ABC Color, así como de su página web. Décadas después, sigue trabajando como reportera de investigación y editora en ABC Digital–ABC Color, donde es considerada una de las periodistas más destacadas de la publicación.
En ABC Color, Rehnfeldt cubre abusos a los derechos humanos y corrupción gubernamental. Investigó el tráfico ilegal de tabaco como parte del proyecto Tobacco Underground del Consorcio Internacional de Periodistas de Investigación (ICIJ) entre 2007 y 2008, y también ha colaborado en otros proyectos del ICIJ, incluidos los FinCEN Files de 2020.
Durante más de dos décadas, desde 1998, Rehnfeldt también presentó un programa de radio diario en Radio Primero de Marzo. Es fundadora y primera presidente del Foro de Periodistas Paraguayos (FOPEP) y enseña periodismo en la Universidad Americana en Asunción.
Rehnfeldt ha enfrentado una fuerte oposición a sus investigaciones. En 1989, fue atacada por un agresor desconocido tras investigar la corrupción policial. Ha sido objeto de acoso personal, chantaje, batallas legales y amenazas de muerte. En 2003, atacantes desconocidos intentaron secuestrar a su hija cuando regresaba de la escuela, luego de que Rehnfeldt publicara investigaciones sobre cómo la Iglesia católica de Paraguay manejó casos de abuso sexual.

### Premios y participaciones en premiaciones internacionales
En 2004, recibió el Premio a la Valentía en el Periodismo de la Fundación Internacional de Mujeres en los Medios, convirtiéndose en la primera ganadora de Paraguay y primer premio de Transparency International e IPYS al mejor trabajo de investigación periodística. Al año siguiente, en 2005, recibió el Premio María Moors Cabot de la Universidad de Columbia. En 2015, participó como jurado del Premio Mundial de la Libertad de Prensa Unesco - Guillermo Cano y, en 2017, del Premio Fopea al Periodismo de Investigación en Argentina.